# 東平田村
東平田村（ひがしひらたむら）は山形県飽海郡にあった村。現在の酒田市中部、国道345号沿線にあたる。

## 地理
- 山：鷹尾山
- 河川：新井田川

## 歴史
- 1889年（明治22年）4月1日 - 町村制の施行により、大石村、北沢村、関村、横代村、境興野村の区域をもって発足。
- 1920年（大正9年）2月17日 - 一条村、中平田村、北平田村との境界変更[1]。
- 1954年（昭和29年）12月1日 - 酒田市に編入。同日東平田村廃止。